# Gouverneurswahl in Okinawa 2022
Die Gouverneurswahl in Okinawa 2022 fand am 11. September 2022 statt.
Bei dieser Wahl wurde Denny Tamaki mit Mitte-links-Unterstützung (KDP, KPJ, Reiwa Shinsengumi, SDP, Shadaitō) und 50,8 % der Stimmen gegen den von LDP und Kōmeitō unterstützten ehemaligen Präfekturparlamentsabgeordneten und Bürgermeister der Stadt Ginowan, Atsushi Sakima (41,1 %), und dem unabhängig kandidierenden Ex-Nationalabgeordneten Mikio Shimoji für eine zweite Amtszeit wiedergewählt. Die Wahlbeteiligung sank auf 57,9 %.